# Rolle-féle gyöktétel
A Rolle-féle gyöktétel egy adott egész együtthatós polinom gyökeire vonatkozó szükséges, de nem elégséges kritérium. Az
{\displaystyle a_{n}x^{n}+a_{n-1}x^{n-1}+\cdots +a_{0}=0\,\!}
egész együtthatós egyenlet (az {\displaystyle a_{n}} együttható nem nulla) minden x=p/q racionális megoldására (ahol p és q relatív prím egészek, {\displaystyle q\neq 0}) teljesül, hogy:
- p olyan egész, amely osztója a0-nak, és
- q olyan egész, amely osztója an-nek.

A tétel a Gauss-lemma speciális esete.

## Alkalmazása
A tétel felhasználható arra, hogy eldöntsük, vannak-e a polinomnak racionális gyökei, és ha vannak, akkor meg is találhatjuk őket. A tétel leszűkíti a lehetséges jelöltek körét, ezeket visszahelyettesítve megtudjuk, hogy melyek valóban gyökök. Ha megtaláltuk, akkor a polinomot felírhatjuk a racionális gyökök alapján kapott tényezők és egy alacsonyabb fokú polinom szorzataként, amelynek már csak irracionális gyökei vannak. Általában, ha egy n-edfokú polinomnak k racionális gyöke adódik, akkor a csak irracionális gyökökkel bíró tényező n − k-adfokú lesz, és ezek a gyökök az eredeti polinom gyökei. Hogyha egy jelölt sem gyök, akkor a polinomnak nincs racionális gyöke. Ha nincs konstans tag, akkor ki lehet emelni egy tényezőt, és az így kapott polinomot vizsgálni; az eredeti polinom egyik gyöke a nulla.
Ha a polinom harmadfokú, akkor három eset lehetséges:
- Ha nincsenek racionális gyökök, akkor a gyöktételből csak azt tudjuk, hogy a gyökök nem racionálisak. Próbálhatunk a derivált segítségével és az euklideszi algoritmus felhasználásával négyzetmentes tényezőt kiemelni, vagy megtalálhatjuk a gyököket a megoldóképlettel.
- Ha egy racionális gyök van, akkor kiemelhetünk egy elsőfokú tényezőt, a maradék másodfokú polinomot pedig másodfokú megoldóképlettel oldhatjuk meg.
- Ha az összes gyök racionális, akkor a polinom összes gyökét megtaláltuk, és felírhatjuk szorzat alakban. További számításokra nincs szükség.

## Példák

### Első
A {\displaystyle 2x^{3}+x-1} polinom esetén a szóba jöhető racionális gyökök azok, amelyeknek a számlálója osztója az 1-nek, nevezője pedig osztója a 2-nek. Innen a jelöltek ±1/2 és ±1, de ezek egyike sem gyök, úgyhogy ennek a polinomnak nincs racionális gyöke.

### Második
Az {\displaystyle x^{3}-7x+6} polinom esetén a jelöltek azok, amelyeknek a számlálója 6 osztója, nevezője pedig 1 osztója. Innen a jelöltek ±1, ±2, ±3 és ±6, ezek közül 1, 2 és –3 gyökök. Mivel a polinom harmadfokú, ezért az algebra alaptétele szerint az összes gyököt megtaláltuk.

### Harmadik
A {\displaystyle 3x^{3}-5x^{2}+5x-2\,\!} harmadfokú polinom racionális gyökei az {\displaystyle \pm {\frac {1,2}{1,3}}\,,} szimbolikus hányadossal jelölhető, ami azt jelenti, hogy a jelöltek {\displaystyle \pm \left\{1,2,{\frac {1}{3}},{\frac {2}{3}}\right\}.}
Visszahelyettesítve például a Horner-elrendezéssel egyszerre akár több gyök is kizárható. Például, ha x = 1, akkor a polinomba visszahelyettesítve az eredmény 1. Ez azt jelenti, hogy a x = 1 + t helyettesítéssel egy olyan polinomot kapunk, aminek konstans tagja 1, főegyütthatója pedig ugyanaz, mint az eredetié. Alkalmazva a tételt, kapjuk, hogy a jelöltek t-re {\displaystyle t=\pm {\frac {1}{1,3}}.} Tehát {\displaystyle x=1+t=2,0,{\frac {4}{3}},{\frac {2}{3}}.} kizárhatók azok a jelöltek, amelyek nem szerepelnek mindkét listán. Így x = 2 és x = 2/3 marad.

## Bizonyítás

### Elemi bizonyítás
Legyen {\displaystyle P(x)=a_{n}x^{n}+a_{n-1}x^{n-1}+\cdots +a_{1}x+a_{0}} úgy, hogy {\displaystyle a_{0},\ldots ,a_{n}\in \mathbb {Z} } és legyen {\displaystyle P(p/q)=0}, ahol {\displaystyle p,q\in \mathbb {Z} } relatív prímek és {\displaystyle q\neq 0}. Ekkor:
{\displaystyle P\left({\tfrac {p}{q}}\right)=a_{n}\left({\tfrac {p}{q}}\right)^{n}+a_{n-1}\left({\tfrac {p}{q}}\right)^{n-1}+\cdots +a_{1}\left({\tfrac {p}{q}}\right)+a_{0}=0.}
Mindkét oldalt {\displaystyle q^{n}}-nel szorozva, átrendezés után kapjuk, hogy:
{\displaystyle \qquad p(a_{n}p^{n-1}+a_{n-1}qp^{n-2}+\cdots +a_{1}q^{n-1})=-a_{0}q^{n}.}
Így levonhatjuk a következtetést, hogy {\displaystyle p} osztja {\displaystyle a_{0}}-t.
Hasonlóan kaphatjuk, hogy:
{\displaystyle \qquad q(a_{n-1}p^{n-1}+a_{n-2}qp^{n-2}+\cdots +a_{0}q^{n-1})=-a_{n}p^{n}.}
Ebből pedig az következik, hogy {\displaystyle q} osztja {\displaystyle a_{n}}-et.

### Bizonyítás a Gauss-lemmával
Ha a polinom nem primitív polinom vagyis létezik egységtől különböző egész, amely osztja a polinom minden együtthatóját, akkor a polinom együtthatóinak legnagyobb közös osztójával elosztjuk a polinomot, és így egy primitív polinomot kapunk. A Gauss-lemma szerint ha egy polinom faktorizálható {\displaystyle \mathbb {Q} [X]}-ben akkor szintén faktorizálható {\displaystyle \mathbb {Z} [X]}-ben is mint primitív polinomok szorzata. Ekkor bármely racionális {\displaystyle p/q} ({\displaystyle q{\text{ és }}p} relatív prímek) alakú gyöknek megfelel egy elsőfokú faktor {\displaystyle \mathbb {Q} [X]}-ben, ennek a faktornak a primitív reprezentációja {\displaystyle qx-p}. De {\displaystyle \mathbb {Z} [X]}-ben {\displaystyle qx-p} bármely (nem nulla) többszörösének főegyütthatója így osztható {\displaystyle q}-val a konstans együttható pedig így osztható lesz {\displaystyle p}-vel.

## Fordítás
Ez a szócikk részben vagy egészben  a   Rational root theorem című angol Wikipédia-szócikk fordításán alapul.  Az eredeti cikk szerkesztőit annak laptörténete sorolja fel. Ez a jelzés csupán a megfogalmazás eredetét és a szerzői jogokat jelzi, nem szolgál a cikkben szereplő információk forrásmegjelöléseként.